# 40 Льва
40 Льва (40 Leonis, сокращ. 40 Leo) — звезда в зодиакальном созвездии Лев. Звезда имеет видимую звёздную величину +4,80m и, согласно шкале Бортля, звезда видна невооружённым глазом пригородном/городском небе (англ. Suburban/urban transition).
Из измерений параллакса, полученных во время миссии Hipparcos известно, что звезда удалена примерно на 69,7 св. лет (21,4 пк) от Земли. Звезда наблюдается севернее 71° ю.ш., то есть видна практически на всей территории обитаемой Земли, за исключением приполярных областей Антарктиды. Лучшее время наблюдения — февраль.
Звезда 40 Льва движется довольно медленно относительно Солнца: её радиальная гелиоцентрическая скорость равна 7 км/с, что на 30% меньше скорости местных звёзд Галактического диска, а также это значит, что звезда удаляется от Солнца. Звезда  приближалась к Солнцу на расстояние 68,5 св. лет 117 000 лет назад, когда она увеличивала свою яркость на 0,03m до величины 4,77m (то есть светила как Лямбда Жертвенника светит сейчас). По небосводу звезда движется на северо-восток, проходя по небесной сфере 0,315 угловых секунд в год.
Средняя пространственная скорость 40 Льва имеет компоненты (U, V, W)=(-14.0, -26.6, -12.2), что означает U=−14,0 км/с (движется от галактического центра), V=−26,6 км/с (движется против направления галактического вращения) и W=−12,2 км/с (движется в направлении южного галактического полюса).

## Имя звезды
40 Льва (латинизированный вариант лат. 40 Leonis) являются обозначением Флемстида.
Обозначения компонентов как 40 Льва AB и BC вытекают из конвенции, используемой Вашингтонским каталогом визуально-двойных звёзд (WDS) для звёздных систем, и принятого Международным астрономическим союзом (МАС).

## Свойства 40 Льва
40 Льва — судя по её спектральному классу F6IV-V, звезда является субгигантом с признаками карликовости спектрального класса F, что указывает на то, что водород в ядре звезды пока ещё служит ядерным «топливом», то есть звезда пока ещё находится на главной последовательности. Масса звезды равна 1,35 {\displaystyle M_{\bigodot }}. Звезда, судя по её массе, родилась как карлик спектрального класса F1V, когда её радиус был 1,38 {\displaystyle R_{\bigodot }}, а температура 7300 К Таблицы VII и VIII, однако в процессе эволюции звездв расширилась, а температура упала. В настоящее время звезда излучает энергию со своей внешней атмосферы при эффективной температуре около 6450 К, что придаёт ей характерный жёлто-белый цвет.
В связи с небольшим расстоянием до звезды её радиус может быть измерен непосредственно, и такая попытка была сделана в 1922 году Данные об этом измерении приведены в таблице:
| Имя звезды | Год  | m                     | Спектр                | D (mas)               | Rабс ({\displaystyle R_{\bigodot }}) | Комм.  |
| 40 Льва    | 1922 | 4.97                  | F5                    | 1.2                   | 1.4                                  | [ 16 ] |
| 40 Льва    | 1972 | 4.83                  | F6IV                  | 7.3                   | 3.0                                  | [ 17 ] |
| Вулли 9324 | 1983 | 4.80                  | F6IV                  | —                     | 1.3                                  | [ 18 ] |
| 40 Льва    | 2018 | измерение миссии Gaia | измерение миссии Gaia | измерение миссии Gaia | 1,72 ± 0,04                          | [ 19 ] |

Сейчас мы знаем, что радиус звезды должен быть 1,68 {\displaystyle R_{\bigodot }}, то есть измерение 1922 года было, наиболее адекватным, но  недостаточно точным. Измерения радиуса сделанные во время миссии Gaia дают примерно такую же картину.
Светимость звезды, равная  4,4 {\displaystyle L_{\bigodot }}, типична для звезды спектрального класса F. Для того, чтобы планета, аналогичная нашей Земле, получала бы примерно столько же энергии, сколько она получает от Солнца, её надо было бы поместить на расстоянии 2,01 а. е., во внутреннюю часть главного пояса астероидов, а более конкретно, на орбиту астероида Клиффорд. Причём с такого расстояния 40 Льва выглядела бы на 11% меньше нашего Солнца, каким мы его видим с Земли — 0,45° (угловой диаметр нашего Солнца — 0,5°).
Звезда имеет поверхностную гравитацию, характерную для проэволюционировавших карликов — 4,11 СГС или 128,8 м/с2, то есть на 53% меньше, чем на Солнце (274,0 м/с2). Звёзды, имеющие планеты, имеют тенденцию иметь большую металличность по сравнению Солнцем, и 40 Льва имеет значение металличности равное — 0,09, то есть почти 123% от солнечного значения, что позволяет предположить, что звезда «пришла» из других областей Галактики, где было довольно много металлов, и рождено в молекулярном облаке благодаря довольно плотному звёздному населению и большому количеству сверхновых звёзд. Правда 40 Льва обеднена литием.
Скорость вращения 40 Льва  превосходит солнечную почти в 8,5 раз и равна 17 км/с, что даёт период вращения звезды — 4,8 дня. 40 Льва находится на границе существования  «скорости отрыва», которая приходится на спектральный класс F5. Выше него горячее звезды вращаются намного быстрее в результате падения их внешних конвективных слоев. Правда в результате генерирации магнитные поля, в сочетании со звёздными ветрами их вращение замедляется со временем.
40 Льва демонстрирует лёгкую переменность: во время наблюдений яркость звезды колеблется на 0.06m, изменяясь в пределах от 4.77m до  4.83m, без какой-либо периодичности (скорее всего у звезды несколько периодов), тип переменной — переменная звезда типа Дельты Щита.
Звезда довольно старая и её текущий возраст равен 2,63 млрд. лет. Также известно, что звёзды с массой 1,35 {\displaystyle M_{\bigodot }} живут на главной последовательности порядка 4,32 млрд. лет, то есть очень нескоро (1,69 млрд. лет) 40 Льва станет красным гигантом, а затем, сбросив внешние оболочки, станет белым карликом.
Предполагая, что эволюция жизни на углеродной основе, носит универсальный характер и полагая, что космосе действуют те же законы, что и на Земле, можно сказать, что на планете аналогичной Земле рядом с 40 Льва эволюция находится на стадии палеопротерозоя, а более конкретно на стадии орозирия. Вероятно, в течение этого периода атмосфера планеты стала окислительной (богатой кислородом), благодаря фотосинтезирующей деятельности цианобактерий. Эволюция закончится на стадии юрского периода.

## История изучения кратности звезды
В 1960 году нидерландско-американский астроном В. Лейтен открыл двойственность 40 Льва, то есть он открыл компонент B и звёзды вошли в каталоги как LDS3969. В 1998 году сотрудники Военно-морской обсерватории США открыли двойственность 40 Льва B (то есть открыли компонент BC) и звёзды вошли в каталоги как WNO 53.
Согласно Вашингтонскому каталогу визуально-двойных звёзд, параметры этих компонентов приведены в таблице:
| Компонент | Год  | Количество измерений | Позиционный угол | Угловое расстояние | Видимая звёздная величина компонента I | Видимая звёздная величина компонента II |
| AB        | 1998 | 2                    | 308°             | 1.453°             | 4.83m                                  | 14.47m                                  |
| AB        | 2001 | 2                    | 308°             | 1.453°             | 4.83m                                  | 14.47m                                  |
| BC        | 1960 | 5                    | 350°             | 5.0″               | 13.90m                                 | 16.42m                                  |
| BC        | 2015 | 5                    | 10°              | 5.20″              | 13.90m                                 | 16.42m                                  |

У звезды 40 Льва, похоже, есть спутник, который имеет то же самое собственное движение что и компонент 40 Льва A. Это звезда 15-й величины, находящаяся на очень широком угловом расстоянии 5230 секунд дуги (1.453°), что соответствует физическому расстоянию не менее 110 000 а. е. или 1,7 св. лет. Звезда имеет каталожный номер NLTT 23781. Звезда, скорее всего, является красным карликом спектрального класса M5.
Рядом со звездой находится  звезда 16-й величины, находящаяся на угловом расстоянии 5,2 секунд дуги, имеет каталожный номер G 54-20. Звезда, по-видимому, является спутником компонента B и является таким же красным карликом.

## Ближайшее окружение звезды
Следующие звёздные системы находятся на расстоянии в пределах 20 световых лет от звезды 40 Льва (включены только: самая близкая звезда, самые яркие (<6,5m) и примечательные звёзды). Их спектральные классы приведены на фоне цвета этих классов (эти цвета взяты из названий спектральных типов и не соответствуют наблюдаемым цветам звёзд):
| Звезда      | Спектральный класс | Расстояние, св. лет |
| LP 371-59   | M5 V               | 1.7                 |
| 39 Льва     | F8w Vb             | 6.84                |
| Регул       | B7V/K1-2 V/M5 V    | 13.23               |
| HD 97658    | K1VC               | 17.00               |
| Дельта Льва | A4V                | 18.08               |
| 81 Рака     | G9 V               | 19.86               |

Рядом со звездой, на расстоянии 20 световых лет, есть ещё порядка 10 красных, оранжевых карликов и жёлтых карликов спектрального класса G, K и M, а также 2 белых карлика которые в список не попали.

### Комментарии
1. ↑  Расстояние рассчитано по приведённому значению параллакса
2. ↑  В XX веке спектральный класс звезды определялся как F6IV [13][14], то есть как субгигант
3. ↑  Угловой диаметр (δ) вычисляется по формуле
{\displaystyle \delta =2\arctan \left({\frac {R_{\mathrm {S} }}{d_{\mathrm {s} }}}\right)}, где RS — радиус звезды, выраженный в а.е.; dS — расстояние до звезды
4. ↑  LDS — ссылка на каталог-приложение В. Лейтена, 3969 — номер записи в его каталоге
5. ↑  WNO — ссылка на каталог Военно-морской обсерватории США, 53 — номер записи в этом каталоге